# Hear Me Cry
Hear Me Cry is de eerste aflevering van het tweede seizoen van het televisieprogramma CBS Schoolbreak Special, die voor het eerst werd uitgezonden op 16 oktober 1984.

## Plot
De aflevering vertelt het verhaal van twee eenzame tieners die besluiten samen zelfmoord te plegen.

## Cast
- Lee Montgomery - David Goldman
- Robert MacNaughton - Craig Parsons
- David Spielberg - Dr. Goldman
- Bibi Besch - Mrs. Goldman
- Elinor Donahue - Mrs. Parsons
- Carmen Zapata - Mrs. Battaglia
- Claudia Wells - Wendy